# Nations Cup 2016
La Nations Cup del 2016 fue la 11.ª edición del torneo. Este año, al no organizarse la competencia hermana Tbilisi Cup, se decidió realizar una Nations Cup con 6 participantes.
El formato es similar al de años anteriores con dos grupos de 3 equipos, en el que cada uno de ellos solo enfrenta a los equipos del otro grupo, se confecciona una tabla general para determinar las posiciones finales. Los 9 partidos se jugaron, como desde hace años, en el Stadionul Arcul de Triumf de Bucarest, Rumania.

## Equipos participantes
| - Selección de rugby de Argentina A (Argentina XV) - Selección de rugby de Namibia (Welwitschias) - Selección de rugby de Uruguay (Los Teros) | - Selección de rugby de España (XV del León) - Selección de rugby de Italia A (Italia A) - Selección de rugby de Rumania (Los Robles) |

## Posiciones
| Pos. | Equipo       | Encuentros | Encuentros | Encuentros | Encuentros | Tantos  | Tantos    | Tantos     | Puntos Bonus | Puntos Totales |
| Pos. | Equipo       | jugados    | ganados    | empatados  | perdidos   | a favor | en contra | diferencia | Puntos Bonus | Puntos Totales |
| ---- | ------------ | ---------- | ---------- | ---------- | ---------- | ------- | --------- | ---------- | ------------ | -------------- |
| 1    | Rumania      | 3          | 3          | 0          | 0          | 80      | 16        | + 64       | 1            | 13             |
| 2    | Argentina XV | 3          | 2          | 0          | 1          | 92      | 58        | + 34       | 2            | 10             |
| 3    | Namibia      | 3          | 2          | 0          | 1          | 80      | 78        | + 2        | 2            | 10             |
| 4    | Italia A     | 3          | 1          | 0          | 2          | 82      | 102       | - 20       | 1            | 5              |
| 5    | Uruguay      | 3          | 1          | 0          | 2          | 40      | 66        | - 26       | 1            | 5              |
| 6    | España       | 3          | 0          | 0          | 3          | 40      | 94        | - 54       | 2            | 2              |

Nota: Se otorgan 4 puntos al equipo que gane un partido y 2 al que empate
Puntos Bonus: 1 punto por convertir 4 tries o más en un partido y 1 al equipo que pierda por no más de 7 tantos de diferencia

## Resultados

### Primera fecha
| 9 de junio 16:00 | Argentina XV | 44 - 8  | España |  |  |
|                  |              | Reporte |        |  |  |

| 9 de junio 18:00 | Uruguay | 24 - 26 | Italia A |  |  |
|                  |         | Reporte |          |  |  |

| 9 de junio 20:00 | Namibia | 8 - 20  | Rumania |  |  |
|                  |         | Reporte |         |  |  |

### Segunda fecha
| 13 de junio 16:00 | Argentina XV | 40 - 30 | Italia A |  |  |
|                   |              | Reporte |          |  |  |

| 13 de junio 18:00 | Namibia | 34 - 32 | España |  |  |
|                   |         | Reporte |        |  |  |

| 13 de junio 20:00 | Uruguay | 0 - 40  | Rumania |  |  |
|                   |         | Reporte |         |  |  |

### Tercera fecha
| 18 de junio 16:00 | Uruguay | 16 - 0  | España |  |  |
|                   |         | Reporte |        |  |  |

| 18 de junio 18:00 | Namibia | 38 - 26 | Italia A |  |  |
|                   |         | Reporte |          |  |  |

| 18 de junio 20:00 | Argentina XV | 8 - 20  | Rumania |  |  |
|                   |              | Reporte |         |  |  |

| Bandera de Rumania |
| Campeón Rumania    |
| Cuarto título      |